# Номенклатура Фон Беєра
Номенклатура фон Беєра — це система опису поліциклічних вуглеводнів. Її було започатковано в 1900 р. Адольфом фон Беєром для двоциклічних систем, а потім — розширено у 1913 році Едуардом Бюхнером та Вільгельмом Вейгандом для трициклічних систем.
Система була прийнята й розширена Міжнародним союзом фундаментальної та прикладної хімії як одна з частин номенклатури для органічної хімії. Сучасна версія, в свою чергу, також була розширена і покриває більше складних сполук, що включають довільне число циклів, гетероциклічних сполук і ненасичених сполук.